# 纳塔利娅·盖尔曼
纳塔利娅·盖尔曼（羅馬尼亞語：Natalia Gherman；1969年3月20日—），摩尔多瓦政治人物，曾任摩尔多瓦第一副总理兼外长。

## 生平
盖尔曼出生于摩尔多瓦首都基希讷乌，是摩尔多瓦首任总统米尔恰·斯涅古尔之女。2002年至2006年间，她曾任摩尔多瓦驻奥地利大使、常驻欧洲安全与合作组织代表。此后，又任摩尔多瓦驻瑞典、挪威、芬兰大使。2009年，出任摩尔多瓦外交和欧洲一体化部副部长，并担任摩尔多瓦－欧盟联合协议的首席谈判代表。2013年起升任为摩尔多瓦第一副总理兼外交和欧洲一体化部部长。2015年，她还曾在总理基里尔·加布里奇辞职后短暂代理过摩尔多瓦总理一职。2016年，她由摩尔多瓦提名为2016年联合国秘书长选举的候选人。